# Beniatjar
Beniatjar település Spanyolországban, Valencia tartományban. Beniatjar Beniarrés és Gaianes községekkel határos. Lakosainak száma 209 fő (2024).

## Népesség
A település lakosságának változását az alábbi diagram mutatja:
| Lakosok száma | 234  | 240  | 260  | 256  | 231  | 250  | 219  | 223  | 207  | 209  |
|               | 2001 | 2004 | 2007 | 2009 | 2012 | 2014 | 2017 | 2019 | 2022 | 2024 |